# Funeraldruck
Funeraldruck ist die generelle Bezeichnung für mannigfaltige Drucksachen und Festschriften, die anlässlich des Ablebens von höher gestellten Persönlichkeiten des Bürgertums und vor allem des Adels entstanden sind. Dazu zählen Parentationen, Standreden, Trauerreden (Leichenreden), Nachrufe, Nekrologe, Gedächtnispredigten (Leichenpredigten), Trauerlyrik (Epicedium, Epitaph).

## Verbreitung
Die Funeraldrucke waren ein Teil der Selbstdarstellung der überlebenden Angehörigen, sie dienten hauptsächlich der Repräsentation und Erinnerung an den Verstorbenen, aber auch zu Wahrung etwaiger dynastischer Ansprüche. Im 16. Jahrhundert waren es noch Kleindrucksachen in etwa Oktavformat mit 16 bis 24 Seiten, in der Barockzeit entstanden auch Folianten, wahre Prachtbänder von bis zu 200 Seiten, manche bis zum Großfolioformat. Die große Zeit der Funeraldrucke war das 17. Jahrhundert.

## Aufgabe
Neben dem eigentlichen Begräbnisfest, dem Grab oder der Gruft, dem Grabstein oder Grabplatte, Prunksarg, Sarkophag und Denkmal waren besonders die Funeraldrucke eine bleibende vervielfältigte Erinnerung. Sie wurden an die Angehörigen und Freunde des Verstorbenen und der Familie versandt. Heute ist diese Gedächtnisliteratur den Historikern, Genealogen und Namensforschern eine wertvolle Quelle.